# Alina Puscau
Alina Puscau (* 17. listopadu 1981 Bukurešť, Rumunsko) je světová topmodelka rumunského původu a zpěvačka.

## Kariéra
V 16 letech se stala vítězkou Elite Model Look 1998. Poté pracovala jako modelka v USA. Tam spolupracovala s prestižní značkou spodního prádla Victoria's Secret. Zvítězila v různých rumunských soutěžích krásy. Pózovala např. pro časopis Cosmopolitan, časopis Elle, časopis Maxim, časopis Vogue, Harper’s Bazaar, Victoria's Secret, Glamour, Arden B, kosmetika Avon, Diesel Style Lab, GAP, No Stress, Pepe Jeans atd.
V roce 2009 vydala první album Everybody Wants Me.